# بيرون (علم الأساطير)
بيرون (ملاحظة 1) في الأساطير السلافية هو أعلى الآلهة مرتبةً، وهو إله السماء والرعد والبرق والعواصف والمطر والنار والحرب والقانون والنظام والخصوبة والجبال وشجر البلّوط.
كان اسمه مقترناً في البداية بالأسلحة المصنوعة من الحجارة؛ ثم اقترن لاحقاً بالأسلحة المصنوعة من المعادن.